# Le Mans FC
Câu lạc bộ bóng đá Le Mans (phát âm tiếng Pháp: [ləmɑ̃]; thường được gọi là Le MUC hoặc đơn giản là Le Mans) là một câu lạc bộ bóng đá Pháp có trụ sở tại Le Mans. Câu lạc bộ được thành lập vào năm 1985 là kết quả của việc sáp nhập dưới tên Le Mans Union Club 72. Năm 2010, Le Mans đổi tên thành Le Mans FC để trùng với việc tái lập mô hình lại của câu lạc bộ, bao gồm việc chuyển đến một sân vận động mới, MMArena, khai trương vào tháng 1 năm 2011.
Câu lạc bộ đã chơi ở Ligue 2, cấp độ thứ hai của bóng đá Pháp đã phải xuống hạng từ Ligue 1 sau mùa giải 2009-10. Do những khó khăn tài chính, câu lạc bộ đã mất đi vị thế chuyên nghiệp vào năm 2013, bị phá sản và cải tổ ở Division d'Honneur, Maine cho mùa giải 2013-14. Câu lạc bộ đã giành được khuyến mãi trở lại CFA 2 ngay lần đầu tiên, một lần nữa được thăng hạng lên Championnat National 2 mới vào năm 2017 và một lần nữa đến Championnat National năm 2018.

## Lịch sử
Câu lạc bộ thể thao Le Mans được thành lập vào năm 1900, nhưng mãi đến năm 1908, một câu lạc bộ bóng đá tồn tại trong đó. Năm 1910, Le Mans đủ điều kiện tham gia Championnat de la France năm 1910, nhưng đã bị Saint-Servan lật đổ rất nhiều. Đạt được một danh tiếng lớn cho đến Thế chiến I, Le Mans SC đã rơi vào tình trạng mơ hồ trước Thế chiến II trước khi tham gia giải đấu chiến tranh năm 1942.
Bộ phận bóng đá của Union Sportive du Mans được thành lập vào năm 1903.
Câu lạc bộ hiện tại được thành lập là kết quả của sự hợp nhất giữa Union Sportive du Mans và Le Mans Sports Club, vào ngày 12 tháng 6 năm 1985. Dựa trên nền tảng của mình, cựu cầu thủ bóng đá Bernard Deferrez đã được cài đặt làm người quản lý. Le Mans UC đã dành phần lớn ngày đầu của mình ở Ligue 2. Trong mùa giải 2003-04, lần đầu tiên câu lạc bộ đã thăng hạng lên Ligue 1, nhưng ngay lập tức bị xuống hạng. Le Mans trở lại giải đấu cao nhất cho mùa giải 2005-06 và thành công ở lại giải đấu trong bốn mùa tiếp theo. Câu lạc bộ bị xuống hạng trở lại Ligue 2 trong mùa giải 2009-10. Giữa mùa giải, vào ngày 2 tháng 12 năm 2009, Le Mans tuyên bố rằng họ đã đổi tên từ Le Mans Union Club 72 thành Le Mans FC.
Le Mans chuyển đến MMArena giữa chừng mùa giải 2010-11, thoải mái ở các vị trí thăng hạng để trở lại Ligue 1, nhưng một điều tồi tệ khiến họ kết thúc thứ 4, thiếu đội thăng hạng về hiệu số bàn thắng. Việc không thăng hạng là rất tốn kém, vì câu lạc bộ thấy rằng biên chế của nó bị giới hạn bởi DNCG. Nhiều cầu thủ rời đi, và xuống hạng chỉ được tránh trong gang tấc. Câu lạc bộ tồn tại bằng cách kháng cáo một nỗ lực của DNCG để đưa họ trở lại Championnat National. Sau mùa giải họ xuống hạng, và một mùa hè dài của cuộc chiến pháp lý và đội đã giải tán và cải cách ở (tỉnh) Maine Division d'Honneur như một câu lạc bộ nghiệp dư.
Thăng hạng lên Championnat de France Amateur đã đạt được ở lần thử đầu tiên và việc thăng hạng từ bộ phận đó chỉ bị bỏ lỡ trong năm 2014-15 và 2015-16. Ở lần thử thứ ba, việc thăng hạng lên Championnat National 2 mới đã đạt được vào năm 2016-17, khi Le Mans kết thúc với tư cách là một trong những đội xuất sắc nhất trong cuộc thi. Le Mans đã được thăng hạng mùa thứ hai liên tiếp khi giành chiến thắng ở bảng D và được thăng hạng 2018-19 Championnat National.

## Danh hiệu
- Division d'Honneur Ouest
  - Vô địch (2): 1961, 1965
- Division d'Honneur Maine
  - Vô địch (1): 2014
- Coupe Gambardella 
  - Vô địch (1): 2004